# Социална медия
Социални медии са технологично опосредствани среди за общуване, както и термин, който се отнася до уеб-базираните и мобилни технологии, които биват създавани и са използвани, за комуникация, споделяне на лични снимки, файлове или медийно съдържание, превръщайки комуникацията в интерактивен диалог. Те помагат както на отделните индивиди, така и социални групи, а и компании да комуникират и ги използват, за да споделят мнения, опит, виждания и всякаква друга информация помежду си. Социалните медии могат да бъдат в различни форми: текст, изображения, аудио и видео записи. Популярни социални медии са Facebook, X, блоговете, дискусионни форуми, подкастите, уики-приложения, социални мрежи за споделяне на снимки и видео, както и такива за слушане на музика, дялове[необходимо е уточнение] и други форми на социални мрежи. Андреас Каплан и Mайкъл Хенлайн определят социалните медии като „група от Интернет базирани приложения, които се основават на идеологическите и технологичните основи на Web 2.0 и позволяващи създаването и обмена на генерирано от потребителя съдържание“. Терминът Уеб 2.0 се използва за първи път през 2004 година, като представя Световната мрежа по нов начин. Софтуерните разработчици и крайните потребители започват да използват мрежата като платформа, за споделяне на съдържание, което е вече разработено и публикувано от частни лица. Социалните медии са медии за социално взаимодействие, както надмножество отвъд социална комуникация. Разрешено от повсеместно достъпни и мащабируеми комуникационни техники, социалните медии променят съществено начина на комуникация между организации, общности, както и лицата.

## Форми
Социалните медии имат множество различни форми. В някои случаи комуникацията е директен диалог (в чат приложенията), в други случаи тя е по-скоро представяна под формата на статии и потребителите могат да комуникират под тях помежду си. Например списанията, интернет, форуми, уеб логове, социални блогове, микроблогове, уикита, подкастове, снимки, видео, рейтинг и социално маркиране. Чрез прилагане на набор от теории в областта на медийните изследвания и социалните процеси, Каплан и Хейнлайн създават схема за класифициране на различни социални типове медии, която е публикувана през 2010 година в Business Horizons. Според тази схема има шест различни видове социални медии: съвместни проекти (напр. Уикипедия), блогове и микроблогове (напр.Twitter), обществено съдържание (напр. YouTube), социални мрежи (напр. Facebook), виртуални сайтове за игри (напр. Световната Warcraft) и виртуални социални светове (напр. Second Life). Технологии включват: блогове, споделяне на картина, влогове, електронна поща, мигновени съобщения, споделяне на музика, crowdsourcing и гласови услуги чрез IP. Много от тези социални медийни услуги могат да бъдат интегрирани чрез агрегационни платформи за социални мрежи. През 2011 година Кайцман представя структура, която определя как социалните медийни услуги се фокусират върху някои или всички от седемте основни елемента (идентичност, разговори, споделяне, присъствие, взаимоотношения, репутация и групи). Тези градивни елементи помагат за разбиране на нуждите на потребителите да ползват социалните медии. Така например, един потребител на Linkedln се грижи най-вече за своята идентичност, репутация и връзки, като има предвид основните елементи, докато YouTube споделя първичните елементи – разговори, групи и доброто име.